# EPojisteni.cz liga 2016/17
De ePojisteni.cz liga 2016/17 was het 24e seizoen van het Tsjechisch nationaal voetbalkampioenschap. Het ging van start op 29 juli 2016 en eindigde op 27 mei 2017.

## Clubs
16 Clubs spelen het seizoen 2016/17 in de ePojisteni.cz liga. Uit Praag komen maar liefst vier clubs. De regio's Karlsbad, Olomouc, Pardubice en Zuid-Bohemen leveren dit seizoen geen clubs op het hoogste niveau.
| Club                 | Stad               | Stadion                                     | Afbeelding | Opening | Capaciteit |
| -------------------- | ------------------ | ------------------------------------------- | ---------- | ------- | ---------- |
| Bohemians 1905 Praag | Vršovice, Praag    | Ďolíček                                     |            | 1932    | 5000       |
| FK Dukla Praag       | Dejvice, Praag     | Na Julisce                                  |            | 1960    | 8150       |
| FC Fastav Zlín       | Zlín               | Stadion Letná                               |            | 1926    | 6089       |
| FC Hradec Králové    | Hradec Králové     | Všesportovní stadion                        |            | 1960    | 7100       |
| FK Jablonec          | Jablonec nad Nisou | Stadion Střelnice                           |            | 1955    | 6108       |
| MFK Karviná          | Karviná            | Městský stadion Karviná                     |            | 2016    | 4862       |
| FK Mladá Boleslav    | Mladá Boleslav     | Městský stadion Mladá Boleslav              |            | 2005    | 5000       |
| 1. FK Příbram        | Příbram            | Na Litavce                                  |            | 1955    | 9100       |
| SK Slavia Praag      | Vršovice, Praag    | Eden Aréna                                  |            | 2008    | 20.800     |
| 1. FC Slovácko       | Uherské Hradiště   | Městský fotbalový stadion Miroslava Valenty |            | 2003    | 8000       |
| FC Slovan Liberec    | Liberec            | Stadion u Nisy                              |            | 1934    | 9900       |
| AC Sparta Praag      | Bubeneč, Praag     | Generali Arena                              |            | 1917    | 18.944     |
| FK Teplice           | Teplice            | Stadion Na Stínadlech                       |            | 1973    | 18.221     |
| FC Viktoria Pilsen   | Pilsen             | Stadion města Plzně                         |            | 1955    | 11.700     |
| FC Vysočina Jihlava  | Jihlava            | Stadion v Jiráskově ulici                   |            | 1948    | 4155       |
| FC Zbrojovka Brno    | Brno               | Městský fotbalový stadion Srbská            |            | 1949    | 10.785     |

## Eindstand
|     | Club                 | WG | W  | G  | V  | DV | DT | P  |                                               |
| --- | -------------------- | -- | -- | -- | -- | -- | -- | -- | --------------------------------------------- |
| 1.  | SK Slavia Praag      | 30 | 20 | 9  | 1  | 65 | 22 | 69 | Derde voorronde UEFA Champions League 2017/18 |
| 2.  | FC Viktoria Pilsen1  | 30 | 20 | 7  | 3  | 47 | 21 | 67 | Derde voorronde UEFA Champions League 2016/17 |
| 3.  | AC Sparta Praag      | 30 | 16 | 9  | 5  | 47 | 26 | 57 | Derde voorronde UEFA Europa League 2017/18    |
| 4.  | FK Mladá Boleslav    | 30 | 13 | 10 | 7  | 47 | 37 | 49 | Tweede voorronde UEFA Europa League 2017/18   |
| 5.  | FK Teplice           | 30 | 13 | 9  | 8  | 38 | 25 | 48 |                                               |
| 6.  | FC Fastav Zlín3      | 30 | 11 | 8  | 11 | 34 | 35 | 41 | Eerste ronde UEFA Europa League 2017/18       |
| 7.  | FK Dukla Praag       | 30 | 11 | 7  | 12 | 39 | 35 | 40 |                                               |
| 8.  | FK Jablonec          | 30 | 9  | 12 | 9  | 43 | 38 | 39 |                                               |
| 9.  | FC Slovan Liberec    | 30 | 10 | 9  | 11 | 31 | 28 | 39 |                                               |
| 10. | MFK Karviná2         | 30 | 9  | 7  | 14 | 39 | 49 | 34 |                                               |
| 11. | 1. FC Slovácko       | 30 | 6  | 14 | 10 | 29 | 38 | 32 |                                               |
| 12. | FC Zbrojovka Brno    | 30 | 6  | 14 | 10 | 32 | 45 | 32 |                                               |
| 13. | Bohemians Praag 1905 | 30 | 7  | 7  | 16 | 22 | 39 | 28 |                                               |
| 14. | FC Vysočina Jihlava  | 30 | 6  | 9  | 15 | 26 | 47 | 27 |                                               |
| 15. | FC Hradec Králové2   | 30 | 8  | 3  | 19 | 29 | 51 | 27 | Degradatie naar de Fortuna národní liga       |
| 16. | 1. FK Příbram        | 30 | 6  | 4  | 20 | 29 | 61 | 22 | Degradatie naar de Fortuna národní liga       |

1 FC Viktoria Pilsen was in dit seizoen de titelverdediger. 

2 MFK Karviná en FC Hradec Králové waren in dit seizoen nieuwkomers, zij speelden in het voorgaande seizoen niet op het hoogste niveau van het Tsjechische voetbal. 

3 FC Fastav Zlín was de winnaar van de Tsjechische beker van dit seizoen.

## Statistieken

### Topscorers
15 doelpunten

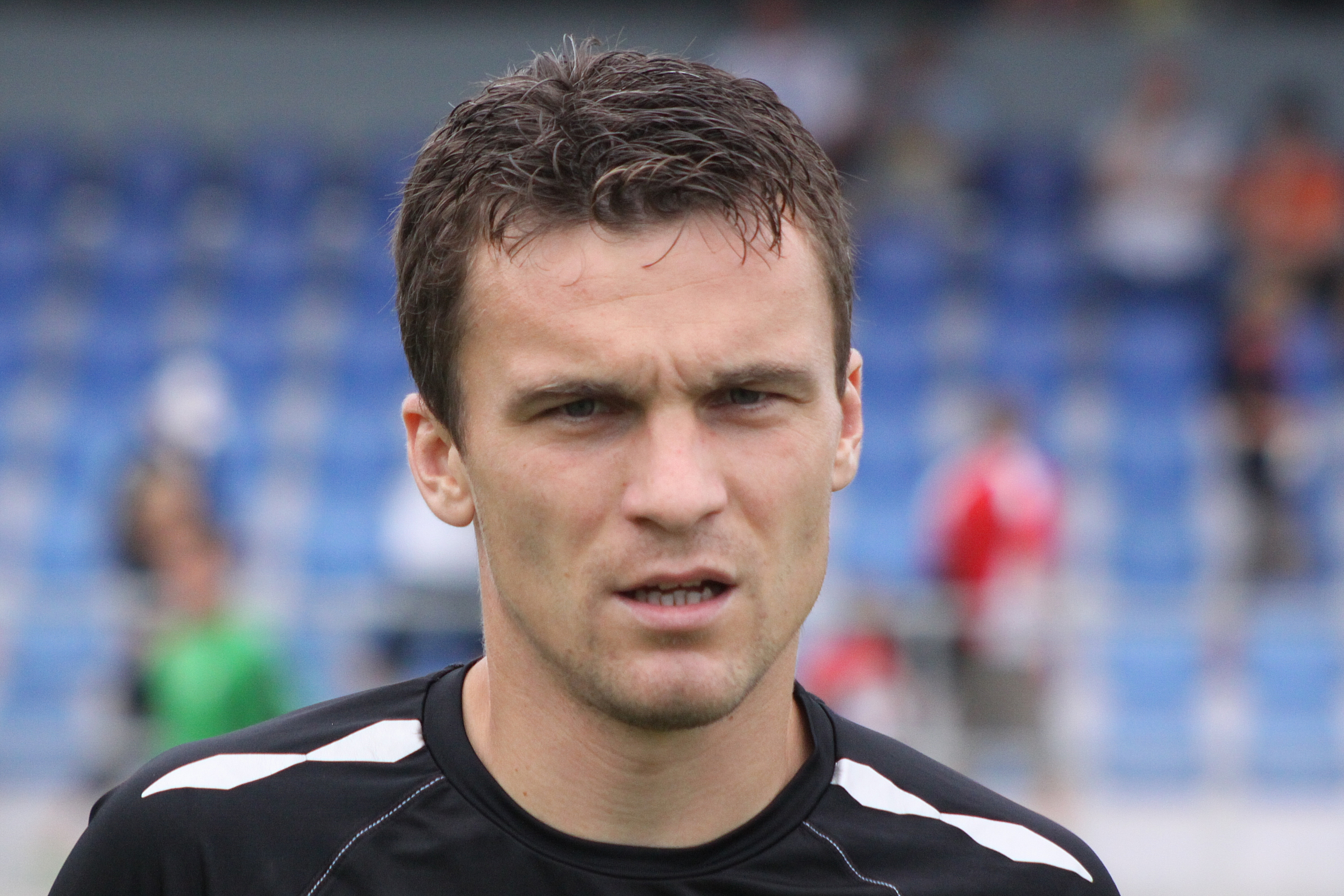
David Lafata

- David Lafata (AC Sparta Praag)
- Milan Škoda (SK Slavia Praag)

12 doelpunten
- Muris Mešanović (SK Slavia Praag)

10 doelpunten
- Michal Krmenčík (FC Viktoria Pilsen)
- Michal Škoda (FC Zbrojovka Brno)

9 doelpunten
- Jan Chramosta (FK Mladá Boleslav)
- Dāvis Ikaunieks (FC Vysočina Jihlava)

8 doelpunten
- Tomáš Pilík (1. FK Příbram)
- Golgol Mebrahtu (FK Mladá Boleslav)
- Marek Bakoš (FC Viktoria Pilsen)
- Martin Doležal (FK Jablonec)
- Martin Fillo (FK Teplice)[2]

### Assists
12 assists
- Jan Krob (FK Teplice)

10 assists
- Josef Hušbauer (SK Slavia Praag)

9 assists
- Milan Petržela (FC Viktoria Pilsen)
- Jan Kopic (FC Viktoria Pilsen)

8 assists
- Tomáš Přikryl (FK Mladá Boleslav)
- Vukadin Vukadinovič (FC Fastav Zlín)
- Vjatsjeslav Karavajev (AC Sparta Praag)

7 assists
- Tomáš Pilík (1. FK Příbram)
- Michal Trávník (FK Jablonec)

6 assists
- Milan Škoda (SK Slavia Praag)
- Jaroslav Zelený (FK Jablonec 4 / MFK Karviná 2)
- Marek Janečka (MFK Karviná)

1993/94 · 1994/95 · 1995/96 · 1996/97 · 1997/98 · 1998/99 · 1999/00 · 2000/01 · 2001/02 · 2002/03 · 2003/04 · 2004/05 · 2005/06 · 2006/07 · 2007/08 · 2008/09 · 2009/10 · 2010/11 · 2011/12 · 2012/13 · 2013/14 · 2014/15 · 2015/16 · 2016/17 · 2017/18 · 2018/19 · 2019/20 · 2020/21 · 2021/22 · 2022/23 · 2023/24
Nationale competities:
Albanië · Andorra · Armenië · België · Bosnië en Herzegovina · Bulgarije · Cyprus · Denemarken · Duitsland · Engeland · Estland ('16 '17) · Faeröer ('16 '17) · Finland ('16 '17) · Frankrijk · Gibraltar · Griekenland · Hongarije · IJsland ('16 '17) · Ierland ('16 '17) · Israël · Italië · Kazachstan ('16 '17) · Kroatië · Letland ('16 '17) · Litouwen ('16 '17) · Luxemburg · Macedonië · Malta · Moldavië · Montenegro · Nederland · Noord-Ierland · Noorwegen ('16 '17) · Oekraïne · Oostenrijk · Polen · Portugal · Roemenië · Rusland · San Marino · Schotland · Servië · Slovenië · Slowakije · Spanje · Tsjechië · Turkije · Wales · Zweden ('16 '17) · Zwitserland
Europese competities: Super Cup 2016 · Champions League · Europa League